# Restauració Meiji

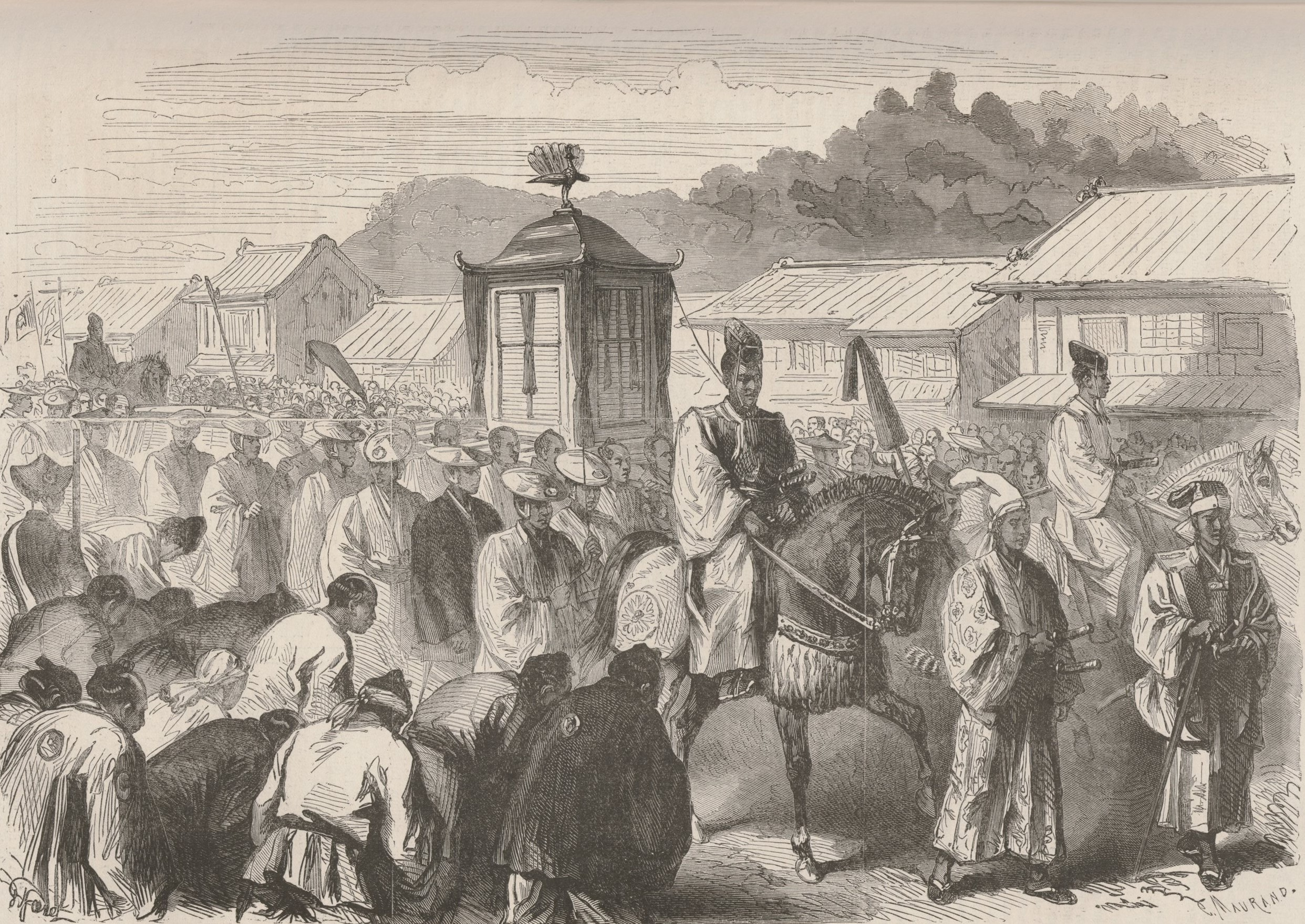
Emperador Meiji traslladant-se de Kyoto a Tokio

La Restauració Meiji (明治維新, Meiji ishin) descriu una cadena d'esdeveniments que van canviar l'estructura política i social del Japó i que van tenir lloc entre 1866 i 1869, un període de quatre anys que abasta part del Període Edo (també anomenat Shogunat Tokugawa tardà) i el començament de l'era Meiji.
La formació el 1866 de l'aliança "Satcho" entre Saigō Takamori, el líder del Feu de Satsuma i Kido Takayoshi, el líder del Feu de Chōshū, marca l'inici de la restauració Meiji. Aquests dos líders van donar suport a l'emperador i van treballar junt amb Sakamoto Ryoma per acabar amb el Shogunat Tokugawa (finalitzat el 1867) i restaurar el poder de l'emperador.
El gener de 1868 en la Guerra Boshin o Guerra de l'any del drac Choshu i Satsuma derrotaren l'exèrcit de l'anterior shogun. En realitat no es van tornar els poders a l'emperador sinó que el poder va passar del derrotat Shogun a una oligarquia de dàimios. Comença l'era Meiji, època en què van quedar abolits els privilegis especials dels samurais, i es donà a la població la possibilitat de portar cognom (privilegi fins llavors de l'aristocràcia, mentre que la gent portava el nom de la seva professió, per exemple, el capità d'un vaixell era anomenat "Anjin" - "capità" -). Aquests canvis van provocar la inestabilitat del país al començament de l'era Meiji. Hi va haver moltes revoltes, però es pot destacar la de Saigo Takamori, integrant del triumvirat ishin, amic i company de Toshimichi Ookubo. Saigo fou derrotat per Ōkubo i, segons algunes fonts, s'hauria suïcidat ritualment (seppuku). L'era Meiji va aconseguir l'estabilitat total després de quatre dècades.

## Context cultural

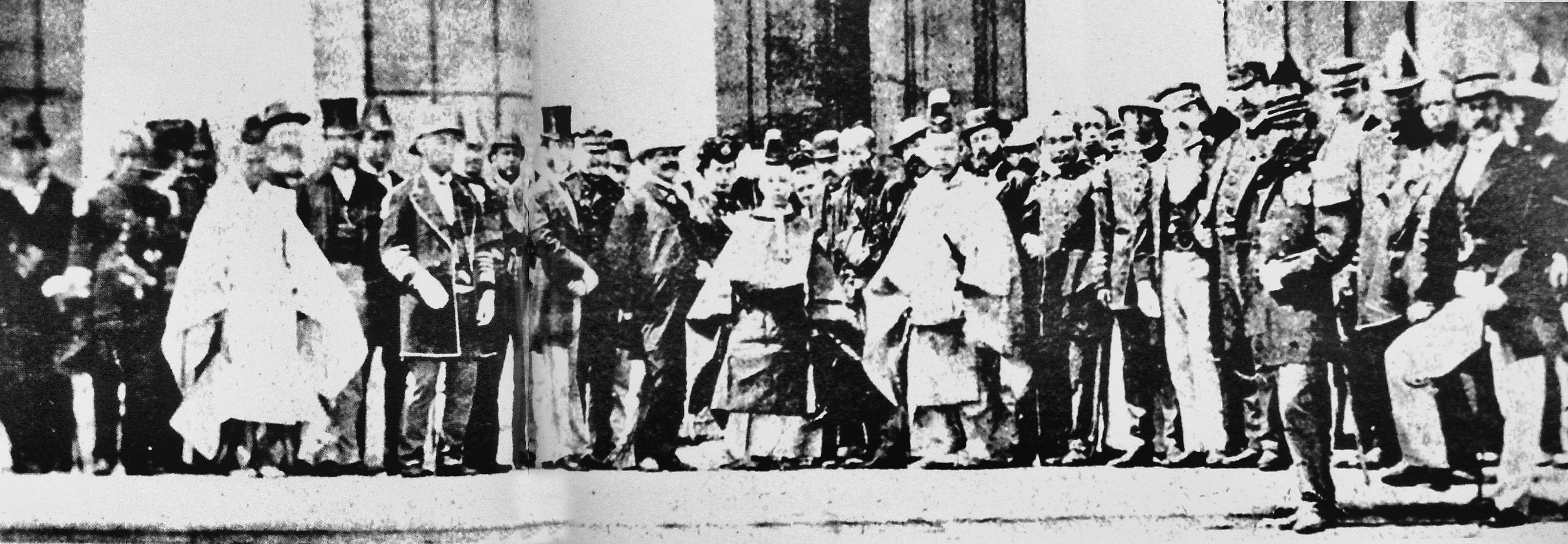
Un adolescent Emperador Meiji amb representants estrangers al final de la Guerra Boshin, 1868-1870.

La Restauració Meiji (la fi del règim del shōgun) va representar la caiguda del règim despòtic al Japó. Aquest règim es basava en un model molt semblant al feudalisme europeu; l'emperador, que es creia que descendia dels déus, no tenia el poder real sinó que depenia del dàimio, el senyor feudal més important. Aquest rebia el títol de "shōgun", que és el major rang que un dàimio podia obtenir. Per això el règim polític s'anomenava shogunat o bakufu. Ara bé, el Japó fins al 1853 havia estat aïllat de la resta del món econòmicament i política, excepte per a la Xina i Holanda. En aquesta data, el 1853, arribà una flota armada nord-americana, sota el comandament de Matthew Perry, amb l'objectiu de demanar, o exigir, un tractat de comerç. Aquest fet és conegut com a "Kuro-fune raikō" (l'arribada dels vaixells negres). Com que el Japó no tenia una armada per fer-hi front va haver d'acceptar el Tractat de Kanagawa, el primer dels tractats desiguals, la qual cosa posà en relleu la debilitat del país.
El febrer de 1867, Mutsuhito, als seus quinze anys, va succeir el seu pare, l'emperador Kōmei i es va proclamar una nova era de Meiji (que significa "culte a la regla"). Una generació de líders japonesos va acceptar els tractats desiguals, rebutjar l'aïllacionisme confucionista i volgué refer el Japó a la manera occidental, conduint a la Guerra Boshin i la Restauració Meiji. La restauració Meiji de 1868 va posar fi a 256 anys de feudalisme del Shogunat Tokugawa.

### Una revolució de la classe alta
Aquesta revolució va tenir una particularitat única en la història; la mateixa classe dominant (l'aristocràcia) va ser la que va veure la necessitat de canvi i de renunciar als seus drets especials. Per això estaven dividits en dos bàndols: els Ishin Shishi i els partidaris del shogunat. Els terratinents (daimyō) que estaven en contra del shogunat lideraren l'Ishin Shishi. Entre ells destaquen tres dirigents, l'anomenat Ishin no sanketsu (el triumvirat Ishin), els integrants eren Toshimichi Okubo, Saigo Takamori i Kido Takayoshi.
Els partidaris del shogunat comptaven amb diferents forces per enfrontar-se a aquests revolucionaris; entre ells el Shinsengumi (una força paramilitar-policial situada a Kyoto). Cap al 1867 el moviment revolucionari havia aconseguit un avanç decisiu i l'emperador Meiji (que no tenia poder real) dicta l'ordre de dissoldre el bakufu (shogunat). Però el shōgun Tokugawa Yoshinobu es resistia a deixar el poder en mans del Ishin shishi i el 1868 van tenir lloc cinc batalles més, conegudes amb el nom de Guerres Boshin (en ordre cronològic són: Toba-Fushimi, Monte Ueno, Nagoaka, Aizu i Hakodate).
Posteriorment els samurais, després dels radicals canvis realitzats per l'emperador, es revoltaren contra aquest, formant un exèrcit. L'enemic era l'emperador que havia abolit els privilegis de la classe samurai. Els contrincants van ser el recent fundat cos de policia, formada en gran part per samurais que es van posar al servei de l'emperador i samurais dels clans vencedors de les guerres Boshin: Satsuma i Chozu.
Els resultats de les cinc guerres van ser determinants i el shōgun va convocar un consell a l'ishin Saigo Takamori, en el qual va estar present el cap de marina shogunal, Katsu Kaishū. El resultat d'aquest consell va ser la rendició del shogunat.

### Aliances i lleialtats

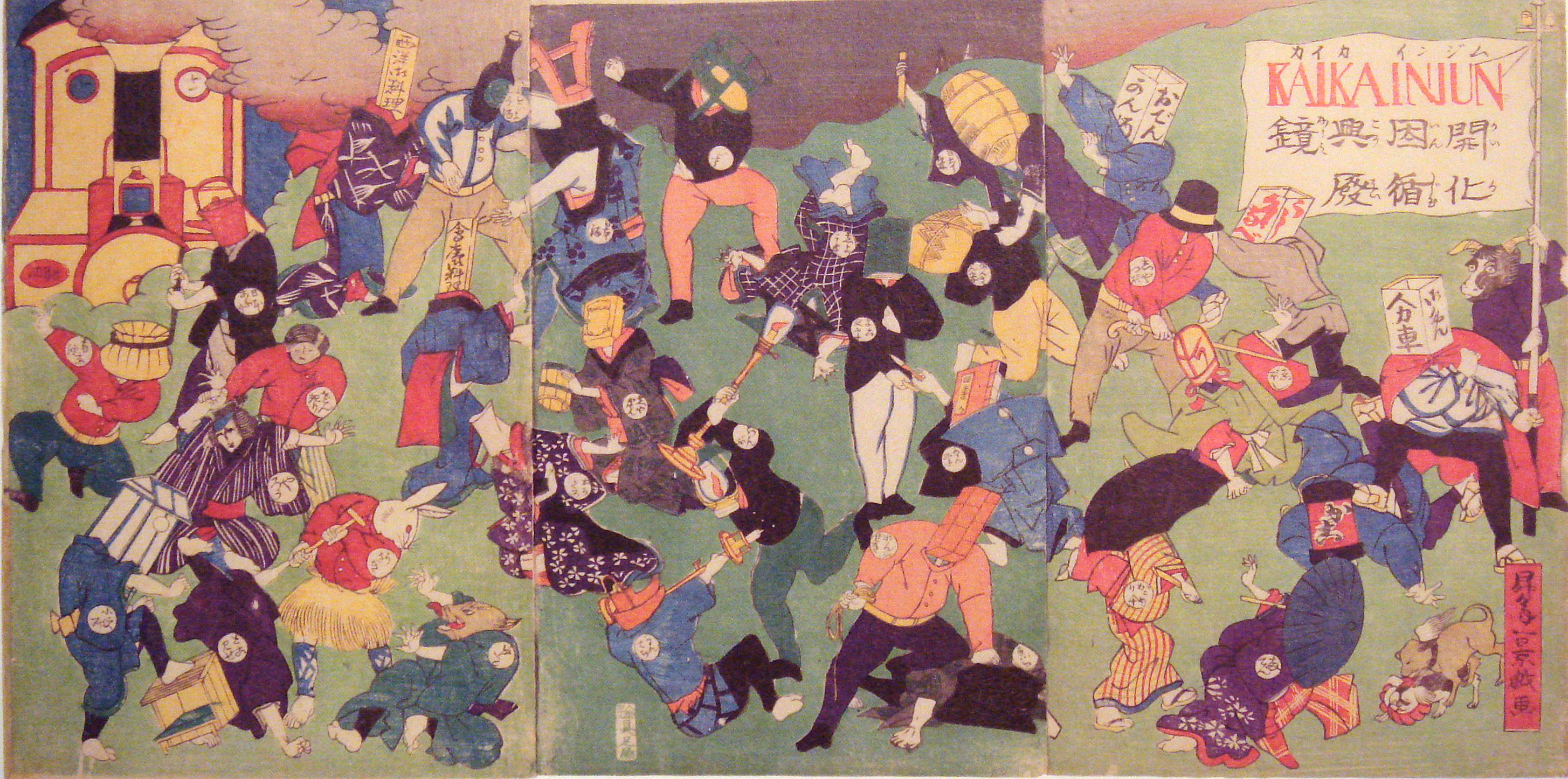
Al·legoria del Nou lluitant contra el Vell, a principis del Japó Meiji, al voltant de l'any 1870

La formació el 1866 de l'aliança Satsuma-Chōshū entre Saigo Takamori, el líder del territori Satsuma i Kido Takayoshi, el líder del territori Chōshū, construeix els fonaments de la restauració Meiji. Aquests dos líders van donar suport a l'emperador Kōmei (pare de l'emperador Meiji) i es van aliar al costat de Sakamoto Ryoma amb el propòsit de canviar el govern del shogunat Tokugawa (bakufu) i retornar el poder a l'emperador. El 3 de febrer de 1867, l'Emperador Meiji pujà al tron després de la mort de l'emperador Kōmei. Aquest període també va suposar un canvi al Japó, el qual evolucionar des d'una societat feudal cap a una economia capitalista, amb una persistent influència occidental.

## La gran reforma
La primera reforma va ser la promulgació de la carta de jurament el 1868, una declaració general amb el propòsit que l'oligarquia Meiji aconseguís l'impuls necessari per guanyar la confiança i el suport financer del nou govern. Els cinc estatuts consistien en:
1. Establiment d'assemblees deliberatives
2. La integració de totes les classes en la tasca de tirar endavant l'estat
3. El reemplaçament dels "costums nocius" per "lleis naturals"
4. Una recerca internacional pel coneixement
5. L'enfortiment dels fonaments del govern imperial.

Amb l'acceptació del jurament es donava per fet, de manera implícita, que s'havia d'acabar amb l'exclusivitat política del bakufu i que calia moure's cap a una participació més democràtica en el govern. Per implementar els estatuts del jurament, es van elaborar onze articles constitucionals. A més de nomenar un nou Consell d'Estat, un cos legislatiu i un sistema de rang per als nobles i oficials, es va limitar la permanència en els càrrecs a quatre anys, es va permetre la votació pública, es va establir un nou sistema d'imposts, i es van establir noves lleis locals administratives.
El govern Meiji va assegurar a les forces estrangeres que haurien de seguir els antics tractes negociats amb el bakufu i anunciar que haurien d'actuar segons les lleis internacionals. Mutsuhito, que va regnar fins al 1912, va seleccionar un nou títol Meiji, o Culte al Govern com a senyal del començament d'una nova era en la història japonesa.
Per escenificar el nou ordre, la capital va ser traslladada de Kyoto, on va estar situada des del 794, a Tòquio (la capital de l'est), que era el nou nom per a la ciutat d'Edo. La majoria dels daimyō van lliurar voluntàriament a l'emperador les seves terres i arxius de cens durant l'abolició del sistema han, amb la qual cosa se simbolitzava que la terra i la gent estaven sota jurisdicció de l'emperador. Confirmades les seves posicions hereditàries, els daimyō es van convertir en governadors, i el govern central va assumir les seves despeses administratives i pagament dels estipendis dels samurais. El han va ser reemplaçat per les prefectures del Japó el 1871, i l'autoritat va continuar fluint cap al govern central. Els funcionaris afavorits dels anteriors han, com els de Satsuma, Chōshū, Tosa, i Hizen, van ocupar diversos càrrecs en els nous ministeris. Formalment, els nobles que no eren afavorits per la cort i els de menor rang i samurai més radicals van reemplaçar les persones assignades pel bakufu, daimyō, i antics nobles de la cort mentre apareixia una nova classe governant.

### Reforma administrativa
Una condició per a la formació del Japó unitari fou l'eliminació de l'antiga estructura federalista del país. Les seves unitats eren principats autònoms, controlats per un dàimio. Durant la Guerra Civil, 1868-1869 el govern japonès confiscà les possessions del Shōgun i les dividí en prefectures. No obstant això, els principats han romangueren fora del seu control directe.
A canvi de la terra, els dàimios es van convertir en els caps de les oficines regionals del govern central, a sou de l'Estat. Si bé la terra dels hans va ser transferida formalment a l'Estat, els hans en si mateixos no van ser eliminats. Els seus dàimios van mantenir el dret de recaptar impostos i de formar exèrcits a les seves terres, i així es van mantenir semiautònoms. A causa d'aquestes tèbies polítiques del govern central, el descontentament a les regions era creixent.
El 20 de gener del 1869 els dàimios dels quatre hans pro-governamentals, Satsuma, Chōshū, Tosa i Hizen, que havien estat els més decidits adversaris del shogunat, accepten de retornar llurs feus a l'emperador. D'altres dàimio ho accepten igualment, fet que condueix, sens dubte, i potser específicament per primera vegada, a tenir un govern central que exerceix el poder sobre tot el territori (天下, Tenko). Els antics dàimio es van traslladar des de les regions a Tòquio i van retornar com a governadors de les prefectures. Abans de 1888 el nombre de prefectures s'havia reduït des de 306 a 47, es va situar un districte especial a Hokkaido, i es va fer el mateix a les prefectures de les tres principals ciutats: Tòquio, Kyoto i Osaka.

### Reforma del govern
Juntament amb la reforma de l'administració es van produir canvis en l'estructura del govern. La base del nou executiu va ser presa directament de l'estructura de govern japonesa del segle viii. El 15 d'agost de 1869 el govern es divideix en tres branques: el Daijō-kan, el Ministeri de l'Esquerra i el Ministeri de la Dreta. La Branca Principal fou el Gabinet. Consistia en un canceller, ministres de l'esquerra i la dreta i assessors. La branca de l'esquerra era legislador i assessor de la branca principal. L'estructura de la branca dreta eren vuit ministeris, que estaven regits pels ministres i viceministres. La majoria dels càrrecs del govern van ser ocupats per gent procedent dels antics estats principescos, Satsuma (Saigō Takamori, Okubo Toshimichi, Kuroda Kiyotaka), Chōshū (Kido Takayoshi, Ito Hirobumi, Inoue Kaoru, Yamagata Aritomo), Tosa (Itagaki Taisuke Gotō Shōjirō, Sasaki Takayuki) i Hizen (Okuma Shigenobu, Ōki Takatō, Soejima Taneomi, Etō Shimpei) formaren interiorment l'anomenada facció del Han. Les principals posicions les ocuparen aristòcrates de la capital, com Sanjō Sanetomi i Iwakura Tomomi.
| - Saigō Takamori - Toshimichi Ōkubo - Kuroda Kiyotaka - Kido Takayoshi - Ito Hirobumi - Inoue Kaoru - Yamagata Aritomo - Itagaki Taisuke - Gotō Shōjirō - Sasaki Takayuki - Okuma Shigenobu - Ōki Takatō - Soejima Taneomi - Sanjō Sanetomi - Iwakura Tomomi |

### Reforma militar
Un dels principals objectius del Govern Imperial va ser la creació d'un exèrcit modern i eficient. Després de la liquidació de les tropes dels hans, formades per samurais, aquestes van ser reassignades al Departament de Guerra. El 10 gener de 1873, a iniciativa d'Ōmura Masujirō i Yamagata Aritomo, el govern va imposar el servei militar obligatori. A partir d'ara, tots els homes que haguessin arribat a l'edat de 20 anys, estarien obligats a servir en l'exèrcit, independentment de la seva condició social. Podien quedar exempts del servei militar els caps de família i els seus hereus, els funcionaris, estudiants, i els que haguessin pagat la quantitat de 270 iens. L'últim Exèrcit Imperial estava format principalment per camperols.
Juntament amb la reforma militar van ser creades per separat les unitats de l'exèrcit i la policia. Fins al 1872 estigueren adscrites al Departament de Justícia, i a partir de l'any següent al Ministeri de l'Interior. La Policia Metropolitana es va organitzar amb una gestió independent a Tòquio.

### Reforma social
Per a la construcció de l'estat nacional japonès, el Govern Imperial també va dur a terme una activa política social. El 25 de juny de 1869 es va formar dues classe privilegiades: noblesa amb títol (kazoku) i sense títol (shizoku). La primera estava formada pels aristòcrates de la capital i els dàimios dels desapareguts hans, i la segona estava formada per antics samurais. A causa de la formació de dues classes, el govern va tractar de superar l'oposició secular de samurais i aristòcrates, i també va intentar eliminar la diferenciació social i el model medieval de la relació "mestre - esclau" a l'entorn de samurai. A més, el poder imperial va proclamar la igualtat dels agricultors, artesans i comerciants, independentment de l'ocupació i del càrrec. Van ser coneguts com els "comuns" (heimin). El 1871, el govern equipara els buraku a aquesta classe, històricament discriminada al Període Edo. Els comuns estaven obligats a tenir un nom, que fins aleshores només havien portat els samurais, i ara es permetien els matrimonis mixtos entre ambdues classes d'aristocràcia. Les tradicionals restriccions als viatges i al canvi de professió van ser eliminades. El 4 d'abril de 1871 el Govern Imperial va promulgar una llei sobre el registre de la població. A l'any següent, la població fou inscrita al registre dividida en tres categories: les dues classes de noblesa i els plebeus.
La noblesa japonesa estava tota dins de l'Estat. Els nobles rebien una pensió anual, que era el 30% del pressupost total del país. Per tal d'alleugerir la càrrega a l'Estat, el 1873 el govern va promulgar la "Llei del retorn de les pensions a l'emperador", i la noblesa va ser obligada a abandonar el pagament periòdic de les pensions a canvi d'un pagament únic. No obstant això, el problema no havia estat resolt, i el deute estatal de pensions va seguir creixent, motiu pel qual, el 1876, les autoritats finalment van abolir la pràctica dels seus cobraments i pagaments. En aquest sentit, la diferència legal entre els samurais, als quals se'ls va prohibir el mateix any de portar la katana en públic, i el poble, havia desaparegut. Per assegurar la seva existència, s'havien convertit en part de la classe privilegiada dels funcionaris públics: empleats públics, policies i mestres. Molts van començar a conrear. No obstant això, la major part del comerç no va prosperar i ràpidament va anar a la fallida, a causa de la manca d'habilitats empresarials. Per tal de salvar els samurais, el govern va introduir subsidis i els va animar a colonitzar Hokkaido que estava a mig civilitzar. No obstant això, aquestes mesures no van ser suficients, la qual cosa va ser la causa de futurs disturbis.

### Reforma religiosa
A mesura que la Restauració Meiji intentava retornar l'emperador a una posició superior, els esforços es van concentrar a establir un estat Shinto més semblant a l'estat de 1.000 anys enrere.
Es va establir una Oficina de Culte Shinto, categoritzada en importància per damunt del Consell d'Estat. Es van adoptar les idees kokutai de les escoles Mite, i es va posar l'èmfasi en la divinitat ancestral de la família imperial japonesa. En un moviment petit, però important, el govern va donar suport als mestres Shinto. Encara que l'Oficina de Culte Shinto fou degrada el 1872, vers el 1877 controlava tots els santuaris Shinto i l'estat va donar reconeixement a certes sectes Shinto. La religió Shinto va ser separada de l'administració budista i se'n van restaurar les característiques. Encara que el budisme va patir el suport de l'estat al Shinto, va tenir el seu propi ressorgiment. El cristianisme també va ser legalitzat, i el confucianisme es va mantenir com una doctrina ètica d'importància. No obstant això, es va incrementar cada vegada més la quantitat de pensadors japonesos identificats amb ideologies i metodologia occidental.

### La terra i la reforma fiscal
L'objectiu primordial del Govern Imperial en la construcció d'un Japó modernitzat va ser la creació d'un sistema financer sòlid. La principal font de les arques de l'Estat era l'impost a la terra en forma de rendes naturals, que durant segles els pagesos japonesos havien pagat als seus amos. Després que el principat hagués estat eliminat, el govern es va fer càrrec de les seves obligacions de deute i drets, motiu pel qual aconseguir els diners del pressupost eren extremadament difícils. Per tant, les autoritats es van comprometre a realitzar reformes agràries i fiscals per estabilitzar les finances japoneses.
El 1871, el Govern Imperial va crear noves terres de cultiu en terres verges, i el 1872 va ser cancel·lada la prohibició de la venda de terrenys i es va reconèixer l'existència de la propietat privada. Els propietaris van rebre certificats de propietat de la terra, on s'indicava el preu de la parcel·la. El sistema de certificats va eliminar la forma comunal tradicional de tinença de la terra. El 28 de juliol de 1873 sobre la base d'aquest sistema de govern imperial va començar la reforma de l'impost sobre la terra, que va acabar el 1880. La reforma, en lloc del criteri de rendiment inestable de la fiscalitat, es va convertir en un preu estable per a la terra, i els propietaris de la terra es van convertir en contribuents. La contribució territorial havia de pagar-se en efectiu per la quantitat de 3% del valor de la terra. Els boscos i terres de muntanya, que eren utilitzats pels membres de la comunitat en conjunt, eren considerades pel govern com a terres sense amo. Aquestes transformacions van proporcionar una manera estable d'omplir les arques de l'Estat i van contribuir al desenvolupament de les relacions monetari-mercantils a la regió. No obstant això, d'altra banda, van causar una nova diferenciació social i l'augment de la pressió fiscal sobre el poble i, de retruc, van portar al descontentament camperol.
Es legitimà el sistema d'arrendament de terres introduït durant el període Tokugawa. En efecte, malgrat els esforços realitzats pel shogunat per la "congelació" de les quatre classes de la societat, en el seu lloc, sota el seu govern, els vilatans van començar a arrendar terres a altres agricultors i, per tant, es van enriquir. Això va pertorbar el sistema de classes ben definides declarat pel shogunat i va contribuir-ne a la caiguda.

### Educació

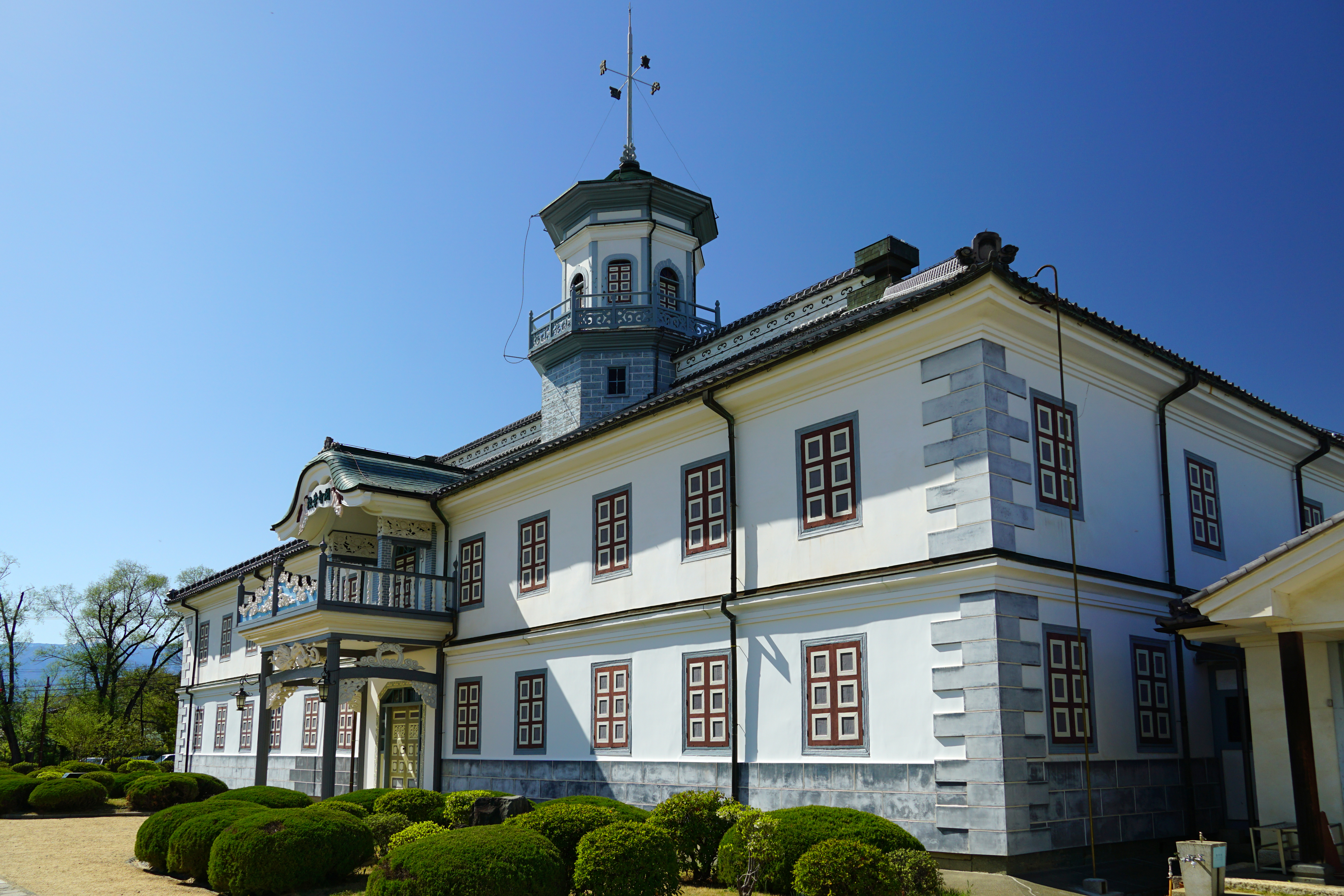
Escola de Kaichi - l'escola primària més antiga del Japó

En l'educació, el govern va dur a terme una sèrie de reformes fonamentals. El 1871 es va crear el primer Ministeri de Cultura, institució central responsable de la política educativa. El 1872, es va emetre un decret sobre educació estatal basat en el model francès. Sota aquest sistema, Japó va ser dividit en vuit districtes universitaris. Cada districte tindria una universitat i 32 escoles secundàries. Cada escola va formar un districte escolar independent, i tindria 210 escoles primàries. No obstant això, la decisió del Ministeri va ser més declarativa que altra cosa, i no va tenir en compte les possibilitats reals dels educadors i dels ciutadans. Per tant, el 1879 el Ministeri va emetre un decret pel qual s'abolia el sistema de districtes i l'educació pública obligatòria es limitava a l'escola elemental, segons el model alemany. Per primer cop, a les escoles públiques els nens i les nenes van estudiar junts.
El govern també va fer esforços per al desenvolupament de l'educació universitària japonesa. En particular, el 1877, es va fundar la Universitat de Tòquio, en la qual el govern japonès va contractar molts especialistes estrangers. A les prefectures es van establir institucions educatives i institucions d'educació superior per a les dones. La iniciativa estatal va rebre el suport de personatges públics. Fukuzawa Yukichi es va convertir en el fundador de l'escola privada de Keio, futura Universitat de Keiō i Nijima Tse - el fundador de l'escola Doshisha, la futura Universitat de Doshisha.
Algunes regulacions governamentals pel que fa a primària, secundària, terciària i universitària van ser adoptades el 1880.

### Creixement industrial

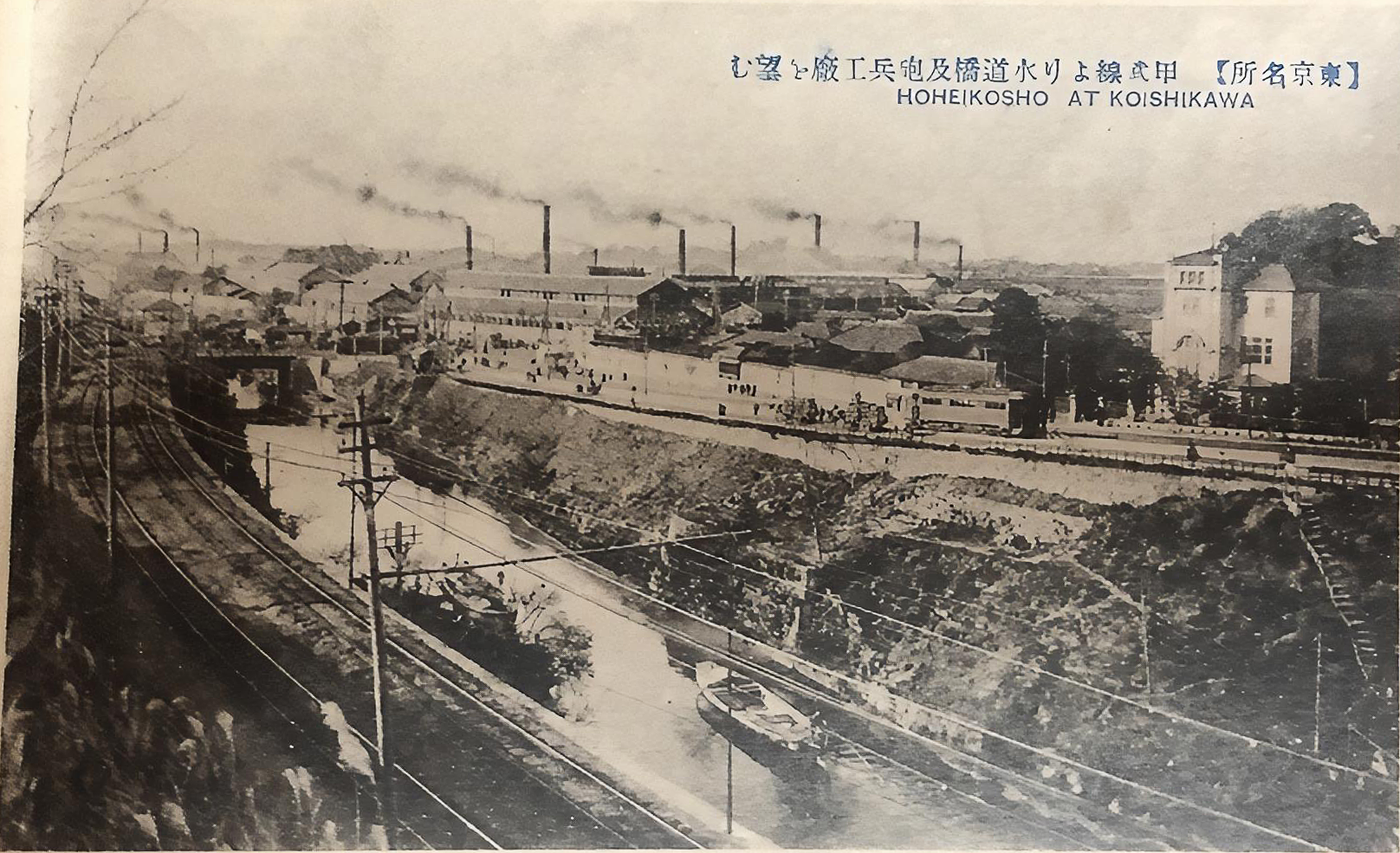
L'Arsenal de Koishikawa a Tòquio fou establert el 1871.

La ràpida industrialització i modernització del Japó permeteren un gran increment de la producció i les infraestructures. El país va construir indústries com ara drassanes, plantes siderúrgiques i tèxtils que foren venudes a emprenedors relacionats amb la indústria occidental. Els productes fabricats amb tecnologia occidental podien ésser venuts molt fàcilment en un context internacional. Les zones industrials creixeren enormement, la qual cosa provocà migracions massives des del camp. La industrialització es materialitzà també en forma de desenvolupament d'un sistema nacional de ferrocarril i d'un modern sistema de comunicacions. Les classes socials baixes (dones, marginats, jornalers, prostitutes i camperols) formaren la mà d'obra d'aquest creixement industrial.
| Any(s)    | Producció/exportació, mitjana anual (tones) |
| --------- | ------------------------------------------- |
| 1868–1872 | 1026/646                                    |
| 1883      | 1682/1347                                   |
| 1889–1893 | 640                                         |
| 1899–1903 | 7103/4098                                   |
| 1909–1914 | 12460/9462                                  |

Amb la industrialització va arribar la demanda de carbó. Hi va haver un augment espectacular de la producció, com es mostra en la taula següent.
| Any  | Producció de carbó           | Producció de carbó          | Producció de carbó        |
| Any  | (milions de tones mètriques) | (milions de tones llargues) | (milions de tones curtes) |
| ---- | ---------------------------- | --------------------------- | ------------------------- |
| 1875 | 0,6                          | 0,59                        | 0,66                      |
| 1885 | 1,2                          | 1,2                         | 1,2                       |
| 1895 | 5                            | 4,9                         | 5,5                       |
| 1905 | 13                           | 13                          | 14                        |
| 1913 | 21,3                         | 21,0                        | 23,5                      |

El carbó va ser necessari per a dues coses: els vaixells de vapor i els ferrocarrils. El creixement d'aquests sectors es mostra a continuació.
| Any  | Nombre de vaixells de vapor |
| ---- | --------------------------- |
| 1873 | 26                          |
| 1894 | 169                         |
| 1904 | 797                         |
| 1913 | 1514                        |

| Any  | Llargària | Llargària |
| Any  | (mi)      | (km)      |
| ---- | --------- | --------- |
| 1872 | 18        | 29        |
| 1883 | 240       | 390       |
| 1887 | 640       | 1.030     |
| 1894 | 2100      | 3.400     |
| 1904 | 4700      | 7.600     |
| 1914 | 7100      | 11.400    |